# Войка (Требішов)
Войка (словац. Vojka) — село в окрузі Требішов Кошицького краю Словаччини. Площа села 8,74 км². Станом на 31 грудня 2016 року в селі проживало 489 жителів.
Біля села розташований природний заповідник Кратке Тіце.

## Історія
Перші згадки про село датуються 1245 роком.

## Географія
Протікають Войчанський канал і Північний Святушський канал.

## Населення
| Рік:            | 1994. | 2004.    | 2014.   | 2024.    |
| --------------- | ----- | -------- | ------- | -------- |
| Кількість осіб: | 408   | 506      | 503     | 556      |
| Різниця:        |       | +24,01 % | -0,59 % | +10,53 % |

| Рік:            | 2023. | 2024.   |
| --------------- | ----- | ------- |
| Кількість осіб: | 542   | 556     |
| Різниця:        |       | +2,58 % |